# Llista Bernhard
La llista Bernhard és la primera llista establerta, des de 1940, per les autoritats d'ocupació alemanya a França per eliminar de llibreries i biblioteques franceses els llibres jutjats indesitjables pels Nazis.

## Posada en marxa
Sobre la base d'aquesta llista, preparada per la Propaganda Abteilung i que incloïa 143 obres, es van confiscar una mica més de 20.000 llibres durant una batuda a les llibreries de París que va començar el 27 d'agost de 1940. Segons el periodista nord-americà Ansel Mowrer, els agents alemanys, actuant en parelles i acompanyats per un policia francès, donaven a cada llibreter mitja hora perquè presentés els llibres designats en una llista, que després es retiraven amb cura.

## Contingut
La llista Bernhard inclou títols d’oponents alemanys, com Heinrich Mann i Otto Strasser, però també títols d’autors francesos considerats anti-alemanys, com Louis Aragon, André Malraux, Charles Andler, Wladimir d’Ormesson, Georges Duhamel, Georges Blondel i André Chevrillon. S'inclouen tres llibres de les edicions de Denoël : Les dictateurs de Jacques Bainville (1935), La croisade gammée de Louis Roubaud (1939) i La victoire des vaincus d'André Fribourg (1938). Els llibres confiscats a la NRF el 30 d’agost incloïa L'Allemagne, essai d'explication d'Edmond Vermeil, Le temps du contis de Malraux, La C.G.T. ce qu'elle est ce qu'elle veut de Léon Jouhaux i, curiosament, Nous autres Français, mentre que aquest assaig de Georges Bernanos no sembla haver aparegut a la llista Bernhard, ni tan sols a la primera llista Otto. Cinc nord-americans també són a la llista de Bernhard : Franz Boas per a Race et milieu, Louis Fischer, HR Knickerbocker, el professor Calvin B. Hoover i Leon G. Turrou. Fernand Sorlot, designat com a redactor d'Andler, de Boas, però també de Robert de Beauplan, Maximilian Beck, P. Bloch i el general Tilho, Jules Brutzkus. està especialment afectat.
Hauria existit una segona versió de la llista, comportant vint títols suplementaris.

## Esdeveniments
La llista de Bernhard es va incloure a la fi de setembre de 1940 a la llista Otto, que va ampliar el nombre de llibres prohibits a més de mil.

## Ficció
Una de les variacions oulipiena del conte Le Voyage d'hiver de Georges Perec es basa en la suposició que le mystérieux Voyage d'hiver d'Hugo Vernier hauria aparegut a la llista de Bernhard, que tindria per tant, en una primera versió 144 títols i no 143.